# Bulevar Artigas

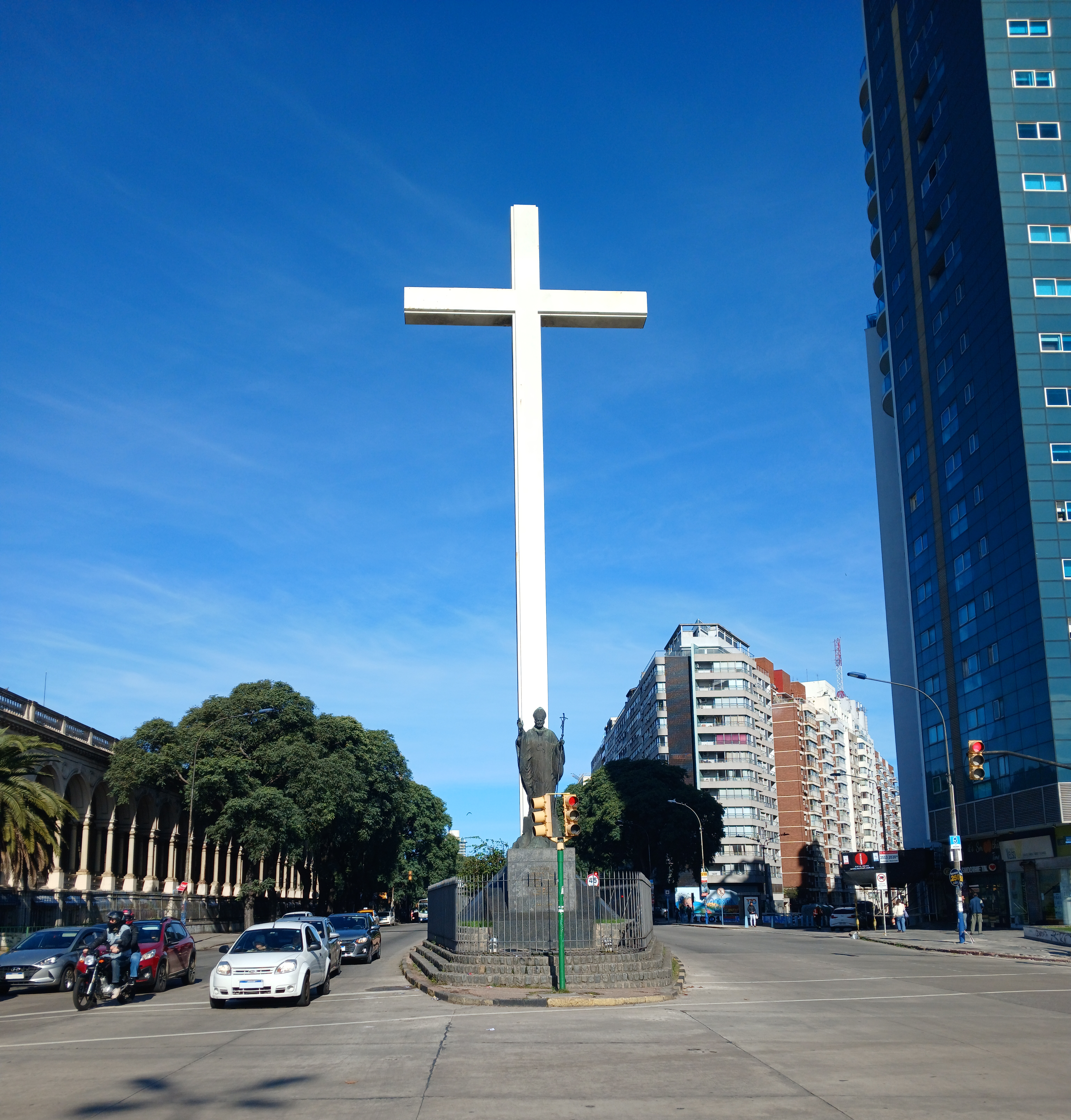
Kreuz auf dem Bulevar Artigas im Stadtteil Tres Cruces

Bulevar General José Artigas bezeichnet eine der wichtigsten Straßen in der uruguayischen Landeshauptstadt Montevideo.

## Geschichte
Die Entstehungsgeschichte des Bulevar Artigas reicht bis in die Regierungszeit Venancio Flores’ zurück, als er projektiert wurde, um im Zuge der damaligen enormen baulichen und städtebaulichen Entwicklungen und Veränderungen in Montevideo die Stadtgrenzen zu definieren. Dabei diente er insbesondere als Grenzlinie der Ciudad Novísima. Rund zehn Jahre später, am 31. August 1878 – hierbei wird auch die Regierungszeit Latorres erwähnt, auch wenn diese nach anderen Quellen erst am 1. März 1879 begann – wurde dann der Beschluss gefasst, einen Boulevard von 50 Metern Breite zur Eingrenzung des Stadtgebiets zu errichten.
1885 erhielt der Boulevard, benannt nach dem uruguayischen Nationalhelden José Gervasio Artigas, bereits per Dekret seinen heutigen Namen. Die Bauarbeiten zu seiner Errichtung wurden jedoch erst zwischen 1908 und 1909 aufgenommen, als Intendente Benzano die Regierungsgeschäfte Montevideos leitete.
Die Planung dieser Straße erfolgte dabei in zwei Abschnitten. Dies war zum einen der Süd-Nord-Abschnitt, der von Punta Carretas zum Camino Larrañaga führte und bezüglich dessen zu jener Zeit beabsichtigt war, ihn zu einem späteren Zeitpunkt in Richtung Cerrito de la Victoria fortzusetzen. Zum anderen stellte der Ost-West-Verlauf von Larrañaga bis zum Playa Capurro den zweiten Abschnitt dar. Im Zuge des Baus hatte man sich dann dazu entschieden die ursprünglich auf eine Breite von 50 Metern ausgerichtete Planung dahingehend in der Umsetzung zu modifizieren, dass nunmehr ein lediglich 40 Meter breiter Boulevard entstand. 1913 wurde der Abschnitt von der Rambla bis zur Straße 8 de Octubre fertiggestellt. Der restliche Ausbau in nördliche Richtung sowie der Ost-West-Abschnitt verzögerte sich in der Folge und schritt ebenso wie auch die umgebende Bebauung nur noch langsam voran. Dies beruhte sowohl auf Verzögerungen bei den Enteignungen der benötigten Grundstücke als auch auf dem abflauenden Interesse am Projektfortschritt.
Im Laufe der Zeit begann schließlich eine Reglementierung der Bautätigkeit unter anderem dahingehend, dass nunmehr eine Gebäudehöhe von elf Metern vorgeschrieben war und ebenso Vorschriften hinsichtlich der Verzierungen insbesondere im Bereich der landschaftsgärtnerischen Gestaltung gesetzt wurden. Die Gestaltung des Bulevar Artigas in Bezug auf letzteres entwarf in der Folge Landschaftsarchitekt Carlos Thays. Die Umsetzung erfolgte durch den Landschaftsgärtner Carlos Racine.

## Verlauf und Beschreibung
Der Bulevar Artigas verläuft von der Rambla bei Punta Carretas im Süden der Stadt in nördlicher Richtung, bis er schließlich nach einer Richtungsänderung im Stadtviertel (barrio) Bella Vista im Westen von Montevideo endet. Dabei führt er zunächst durch die Stadtviertel Parque Rodó, Pocitos, Parque Batlle und Tres Cruces. In letztgenanntem Barrio trifft er am Obelisken von Montevideo auf die neben der Rambla wohl wichtigste Straße der Stadt, die Avenida 18 de Julio. Unweit nördlich dieser Schnittstelle befindet sich das Busterminal Terminal Tres Cruces. Im weiteren Verlauf passiert er Cordón, Larrañaga, La Comercial und Jacinto Vera, wo er schließlich in westliche Richtung abknickt und seinen Weg entlang der Viertel Brazo Oriental, La Figurita, Atahualpa (Montevideo) und Reducto fortsetzt.
Am Bulevar Artigas sind zahlreiche bedeutende und stadtbildprägende Gebäude angesiedelt. Dazu zählen beispielsweise das Parva Domus Magna Quies, das Edificio Gamma Tower, das Casa Souto, die Facultad de Arquitectura der Universidad de la República (UdelaR), das sogenannte Edificio de apartamentos, das Casa Barreira, das Casa Piria de Bertón, das Edificio Champs Elysées, die Nunciatura Apostólica, der Palacio Pietracaprina oder das Hospital Pereira Rossell und dessen Pavillon, in dem die Gynäkologie untergebracht ist. Auch das Barrio Jardín liegt an dieser Verkehrsader Montevideos. Ebenfalls führt der Bulevar Artigas von der Küste bis etwa auf Höhe des Hospital Italiano am Parque Punta Carretas, dem Parque de las Instrucciones del Año XIII, dem Parque Rodó, der Plaza Varela und dem Parque Batlle y Ordoñez vorbei. Aufgrund der hohen städtebaulichen und architektonischen Werthaltigkeit dieses von der Rambla bis zum in Tres Cruces gelegenen Hospital Italiano führenden Abschnitts wurde dieser in den Plan Especial de Protección y Mejora de Pocitos, der 2008 noch der Zustimmung der Junta Departamental von Montevideo bedurfte, aufgenommen.
Hinsichtlich der den Bulevar Artigas seitlich begrenzenden Bebauung bestehen innerhalb der diversen Streckenabschnitte teils größere Unterschiede. Während etwa im südlichen Bereich bis zur Avenida Julio M. Sosa ein sowohl von ausgewogener Wohnbebauung geprägter, aber mitunter von das homogene Bild aufreißenden Appartementhochhäuser unterbrochener Umgebungscharakter vorherrscht, ändert sich dieses Bild im nördlich davon verlaufenden Abschnitt bis zur Avenida Tomás Giribaldi. Dort existiert eine klar von Wohnbebauung mit umfangreich begrünter Allee dominierte Umgebung, die in dieser Deutlichkeit in keinem weiteren Straßenabschnitt gegeben ist. Bulevar España und Tres Cruces begrenzen schließlich einen Streckenteil, der von fortgeschrittener funktioneller und typologischer Neuausrichtung gekennzeichnet ist. Die vormals hier zu Wohnzwecken errichteten, teils besonders hochwertigen Häuser wurden entweder abgerissen oder einer neuen Nutzungsfunktion zugeführt. Die funktionelle Spezialisierung zeigt sich hier insbesondere im Streckenabschnitt der Avenida Rivera bis zur Avenida 8 de Octubre. Dort hat eine starke Ausrichtung auf das Gesundheitswesen stattgefunden. Beispielsweise Krankenkassen oder Krankenhäuser sind hier verstärkt zu finden.
Ab der Avenida Gral. Garibaldi nordwärts ändert sich sodann das Erscheinungsbild des Bulevar Artigas grundlegend. Die bislang aus zwei getrennten Fahrspuren mit Mittelstreifen bestehende Straße vereinigt sich von nun an zu einem einzigen Strang, an den Seiten auf ihrem restlichen Weg nach Norden flankiert von einer doppelten Reihe aus Palmen und anderen Bäumen. Während in jenem Abschnitt bis zur Calle Colorado sowohl der complejo cooperativo Bulevar Artigas sowie die zum Comando General de Ejército gehörenden Gebäude angesiedelt sind, ist im weiteren Verlauf zweigeschossige Wohnbebauung dominierend. Am Monumento a Luis Batlle Berres knickt der Bulevar sodann nach Westen hin ab. Dieser Stelle nördlich gegenüberliegend findet sich an der dort verlaufenden Avenida Luis A. de Herrera der hier seit 1985 untergebrachte uruguayische Präsidentschaftssitz im Edificio Libertad.
Ab dem Monumento a Luis Batlle Berres ist die Straße auf ungefähr drei Kilometer mit einem Radweg ausgestattet. Danach überquert die Straße die Bahnstrecke Montevideo–Paso de los Toros und vereint sich mit der Rambla Dr. Baltasar Brum zur Ruta Nacional Doctor Hugo Batalla.